# Heten
Heten (ukrainisch Гетен; russisch Geten, ungarisch Hetyen) ist ein Ort in der Oblast Transkarpatien in der Ukraine an der Grenze zu Ungarn. Die Bevölkerung ist vorwiegend ungarischsprachig. Amtssprachen sind ungarisch und ukrainisch.
1945 bekam der Ort den ukrainischen Namen Hetin (Гетін) und wurde am 25. Juni 1946 in Lypowe (Липове) umbenannt, diesen Namen trug der Ort bis zum 1. April 1995.

## Lage
Der Ort gehört zum Rajon Berehowe und liegt ungefähr 21 Kilometer nordwestlich der Rajonshauptstadt Berehowe. Bis zur ungarischen Grenze westlich des Ortes sind es ungefähr zwei Kilometer.
Am 19. September 2019 wurde das Dorf ein Teil neu gegründeten Landgemeinde Kosson im Rajon Berehowe; bis dahin gehörte zusammen mit Male Popowo (Мале Попово) zur Landratsgemeinde Popowo (Попівська сільська рада/Popiwska silska rada).

## Ethnien
Laut Gemeindezählung sind:
- 80 % Ukrainer
- 10 % Russen
- 8 % Magyaren
- 2 % gaben keine Ethnie an.

## Geschichte
- 1270 erstmals urkundlich erwähnt im Königreich Ungarn
- 1920 durch den Vertrag von Trianon zur Tschechoslowakei
- 1938 durch den Ersten Wiener Schiedsspruch zurück an Ungarn
- 1945 zur Ukrainischen Sozialistische Sowjetrepublik
- 1991 Eigenstaatlichkeit der Ukraine